# Ayrton Senna's Super Monaco GP II
Ayrton Senna's Super Monaco GP II är ett racingspel utvecklat och utgivet av Sega till Master System, Mega Drive och Game Gear, släppt 1992. Spelet utspelar sig under 1991 års säsong, är uppföljaren till Super Monaco GP och har flera likheter med föregångaren. Ayrton Senna var delaktig under produktionen av spelet och gav råd gällande utformningen av banorna.    
Det finns tre spellägen i Ayrton Senna's Super Monaco GP II; Senna GP, World Championship och Free Practice. Sammanlagt finns det 16 banor från olika delar av världen man kan tävla på, samt 16 förare/team (inklusive en själv). 
Kameravyn är, liksom hos Super Monaco GP, baserad från förarsätet, med backspegeln placerad i skärmens övre del. Under ett race innehåller interfacet bland annat hastighetsmätare, placering, varvräknare och en karta över banan.  

### Fotnoter
1. ↑  ”Release Information for Sega Master System”. GameFAQs. Arkiverad från originalet den 14 juli 2014. https://web.archive.org/web/20140714204719/http://www.gamefaqs.com/sms/588154-ayrton-sennas-super-monaco-gp-ii/data.
2. ↑  ”Release Information for Sega Game Gear”. GameFAQs. Arkiverad från originalet den 14 juli 2014. https://web.archive.org/web/20140714223701/http://www.gamefaqs.com/gamegear/586832-ayrton-sennas-super-monaco-gp-ii/data.
3. ↑  ”Release Information for Sega Mega Drive”. GameFAQs. Arkiverad från originalet den 14 juli 2014. https://web.archive.org/web/20140714201355/http://www.gamefaqs.com/genesis/563346-ayrton-sennas-super-monaco-gp-ii/data.